# La Rectoria (Arbúcies)
La Rectoria és una obra gòtica d'Arbúcies (Selva) inclosa a l'Inventari del Patrimoni Arquitectònic de Catalunya.

## Descripció
Edifici de planta rectangular, baixos i dos pisos, amb vessants de caiguda a la façana. Cal destacar la porta de l'entrada principal, adovellada amb arc de mig punt. La resta de finestres són quadrangulars amb la llinda, els brancals i l'ampit de pedra monolítica. N'hi ha tres a cada pis i a la planta baixa són dues a banda i banda de la porta, protegides amb una reixa de ferro. La façana té carreus escairats a les cantonades, per l'esquerra està adossat a un altre edifici i per la dreta, hi ha un espai tancat amb una porta de ferro que s'utilitza com a garatge.
L'edifici ha estat reformat al llarg dels anys, per la part posterior s'aprecien les diferents ampliacions que ha patit. Ara bé, a l'interior, la planta baixa manté molts elements originals. La majoria de les portes presenten la llinda i els brancals de pedra, i les sales que hi ha són cobertes amb volta de canó. Les dues finestres que donen a la façana encara conserven els festejadors de pedra. Algunes parets de les sales de la planta baixa, estan repicades i, per tant, deixen a la vista el parament de pedra.
Cal destacar la llinda que es troba damunt la porta del despatx del rector, situat a l'esquerra del rebedor, quan s'entra a l'edifici. Es tracta d'una llinda inscrita amb la data de 1584 i un dibuix d'un rec i una roda de molí, símbols de la família del Regàs.
Els pisos superiors són els que han canviat més, entre ells hi ha l'habitatge del rector.

## Història
Casa edificada dins l'alou de la rectoria al segle xvii, propietat de la família Regàs de Lliors per això s'anomenava també la casa gran del regàs.
Els baixos de la rectoria s'usen principalment per a la catequesi, xerrades, reunios de grups parroquials i oficina del rector. Tenen també un ús social, ja que s'impartien classes d'alfabetització als immigrans i hi ha lloc a activitats d'esplai als estius. Als anys 80, la parròquia va obrir els seus locals al lleure de les persones de la tercera edat. Va ser la primera realització d'una llar de jubilats a la vila.